# Манун
Манун (фр. Monoun) — кратерное озеро на севере Камеруна. Из озера вытекает река Панке, бассейна Нуна.

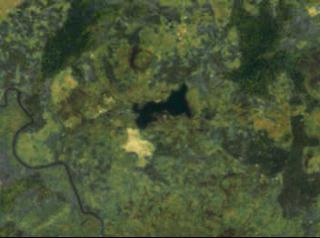
Озеро со спутника

Высокогорное озеро Манун образовано водами, заполнившими кратер вулкана. Глубина озера Манун — 95 метров. На противоположном склоне горного образования на расстоянии 95 км расположено другое, сходное с озером Манун, высокогорное озеро Ньос.
Воды озера Манун содержат в себе смертельно опасную концентрацию растворённого углекислого газа. 15 августа 1984 года произошла лимнологическая катастрофа, было освобождено большое количество углекислого газа, который убил 37 человек. Через два года похожий инцидент произошёл на берегах Ньоса, но на этот раз жертв было на порядок больше — погибло около 1800 человек.
Дегазация проводится на озере Манун с 2003 года.